# Деца Дине
Деца Дине (енгл. Children of Dune) је научнофантастични роман америчког писца Френка Херберта, који представља трећи од шест романа његовог серијала Дина. Првобитно је излазио у наставцима у часопису Analog Science Fiction and Fact 1976. године и био је последњи роман у серијалу који је објављиван на овај начин.
На крају романа Месија Дине, Пол Атреид одлази у пустињу, слеп, остављајући своју децу близанце Лета и Ганиму на чување Слободњацима, док његова сестра Алија влада васељеном као регент. Рођена као свесне личности због дејства Зачина, деца су наследила Полову пророчку визију судбине универзума, улоге за којом Алија очајнички жуди. За то време, Кућа Корино планира свој повратак на трон, док Бенегесериткиње праве заједнички циљ са Тлеилаксима и Свемирским еснафом како би стекли контролу над Зачином и Половом децом.
Првобитно продат у преко 75.000 примерака, роман је постао први бестселер у тврдом повезу икада у области научне фантастике. Добио је позитивне критике од стране критичара због упечатљивог заплета, радње и атмосфере, а био је номинован за награду Хуго за најбољи роман 1977. године. Месија Дине и Деца Дине колективно су адаптирани од стране канала Сајфај 2003. у мини-серију под насловом Деца Дине Френка Херберта.

## Радња
Девет година након што је цар Пол „Муад'Диб” Атреид отишао у пустињу, слеп, еколошка трансформација Аракиса досегла је тачку у којој неки Слободњаци живе слободно без пустињских одела у мање сушној клими и почели су да се селе из сичева у села и градове. Како стари начини одумиру, све више ходочасника стиже да искуси планету Муад'Диба. Царски високи савет изгубио је политичку моћ и немоћан је да контролише џихад.
Полова млада деца, близанци, Лето II и Ганима, закључили су да је њихова тетка Алија постала Изрод − подлегла је поседу свог деде барона Владимира Харконена − и страхују да их чека слична судбина. Они (и Алија) такође схватају да ће тераформирање Дине убити све пешчане црве, уништавајући тако извор Зачина, али да Харконен жели овакав исход. Лето се такође плаши да ће, као и његов отац, остати заробљен својом проницљивошћу.
У међувремену, нова верска личност која себе назива „Проповедник” подигла се из пустиње, борећи се против неправди и промена верске владе међу Слободњацима. Неки Слободњаци верују да је он заправо Пол Атреид. Принцеза Венсиција из пале куће Корино на Салуси Секундус планира атентат на близанце и повраћај власти за своју кућу.
Госпа Џесика се враћа на Аракис и препознаје да је њена кћерка поседнута, али не налази знакове изродства код близанаца. Лето организује да вођа Слободњака, Стилгар, заштити његову сестру уколико неко покуша да их убије. Проповедник путује на Салусу Секундус да се сретне са Венсицијиним сином Фарад'ном, а заузврат им обећава Данкана Ајдаха као агента Куће Корино. Алија покушава да убије Џесику, која уз Данканову помоћ бежи у пустињу, изазивајући побуну међу Слободњацима. Близанци ишчекују и преживљавају атентат од стране Корина. Лето одлази да тражи Проповедника, док Ганима, мењајући своје памћење самохипнозом, извештава (и верује) да је њен брат убијен. Данкан и Џесика беже на Салусу Секундус, где Џесика почиње да обучава Фарад'на. Он преузима власт од своје мајке Венсиције и склапа савезништво са Бенегесериткињама, које му обећавају брак са Ганимом, као и да ће подржати његову намеру да постане цар.
Група слободњачких одметника ухватила је Лета и натерала га да уђе у зачински транс на предлог Гурнија Халека, која се инфилтрирао у групу по Џесикиним наређењима. Летове визије изазване Зачином показују му безброј могућих будућности у којима човечанство изумире и само једну у којем преживљава. Он ту будућност назива „Златна стаза” и одлучује да је оствари − нешто што је његов отац, који је већ назирао ову будућност, одбио да учини. Он бежи од својих отмичара и жртвује своје човештво у потрази за Златном стазом, физички се спајајући са јатом пешчаних пастрмки, стичући надљудску снагу и готово нерањивост. Путује по пустињи и суочава се са Проповедником, за кога се испоставља да је стварно Пол.
Данкан се враћа на Аракис и испровоцира Стилгара да га убије тако да је Стилгар присиљен да узме Ганиму и сакрије се. Алија поново заробљава Ганиму и договара њен брак са Фарад'ном, планирајући да искористи очекивани хаос када га Ганима убије као освету за убиство њеног брата. Проповедник и Лето се враћају у главни град да се суоче са Алијом. По доласку, Пол је убијен, на Алијин ужас. Лето се открива у приказу надљудске снаге и покреће повратак Ганиминих истинских сећања. Он се суочава са Алијом и нуди јој помоћ да превазиђе своју поседнутост, али Харконен се опире. Алија успева да изврши самоубиство бацајући се са високог балкона.
Лето се проглашава за цара и преузима контролу над Слободњацима. Фарад'н се укључује у његову службу и врши контролу над војском Корина. Лето се венчава са својом сестром Ганимом како би остварио своје циљеве, али Фарад'н је њен прави наложник, тако да се линија Атреида може наставити.

## Објављивање
Делови Месије Дине и Деце Дине су написани пре него што је први роман завршен. Првобитно је излазио у наставцима у часопису Analog Science Fiction and Fact 1976. године и био је последњи роман у серијалу који је објављиван на овај начин. Месија Дине и Деца Дине објављени су у једном тому од стране Клуба научне фантастике 2002. године.

## Анализа
Херберт је почетну трилогију романа (Дина, Месија Дине и Деца Дине) упоредио са фугом, и док је Дина била херојска мелодија, Месија Дине била је њена инверзија. Пол се уздиже на власт у Дини преузимајући контролу над једним критичним ресурсом у свемиру, меланжом. Његови непријатељи су мртви или свргнути, а он је постављен да преузме узде моћи и донесе тежак, али просветљени мир у универзум. Херберт је у књигама које су уследиле одабрао да поткопа Полов тријумф низом неуспеха и филозофских парадокса.

## Пријем
Првобитно продат у преко 75.000 примерака, роман је постао први бестселер у тврдом повезу икада у области научне фантастике. Добио је позитивне критике од стране критичара због упечатљивог заплета, радње и атмосфере, а био је номинован за награду Хуго за најбољи роман 1977. године.
Лос Анђелес тајмс је назвао Децу Дине „великим догађајем”, а Челенџер Дестини је приметио да „Херберт у наставку своје саге додаје довољно нових обрта, који освежавају све познате елементе и пружају истинско задовољство.” Паблишерс Викли је написао: „Од дворских интрига и пустињских потера до религијских спекулација и сукоба са врхунском интелигенцијом у васељени, овде има по нешто за сваког љубитеља научне фантастике.” У једној рецензији из 1976. године, Спајдер Робинсон назвао је роман незадовољавајућим, кривећи крај као неуверљив и тематски превише познат. На роман се позивају Жил Делез и Феликс Гватари у књизи Хиљаду платоа (1980). Дејвид Прингл оценио је роман са две звездице од четири и описао га је као „мрачну и замршену ствар”.

## Адаптација
Месија Дине и Деца Дине колективно су адаптирани од стране канала Сајфај 2003. у мини-серију под насловом Деца Дине Френка Херберта. Прва од три епизоде покрива догађаје Месије Дине, док друга и трећа епизода покривају догађаје Деце Дине.